# Муровдагский тоннель
Муровдагский тоннель (азерб. Murovdağ tuneli) — парный автомобильный тоннель строящийся через Муровдагский хребет. Тоннель будет расположен на дороге Тоганалы (азерб. Toğanalı) — Кельбаджар, связывающей Гёйгёльский и Кельбаджарский районы Азербайджана. Тоннель строится как альтернатива маршруту через Омарский перевал, который зимой становится труднопроходимым из-за снегопадов.

## Описание

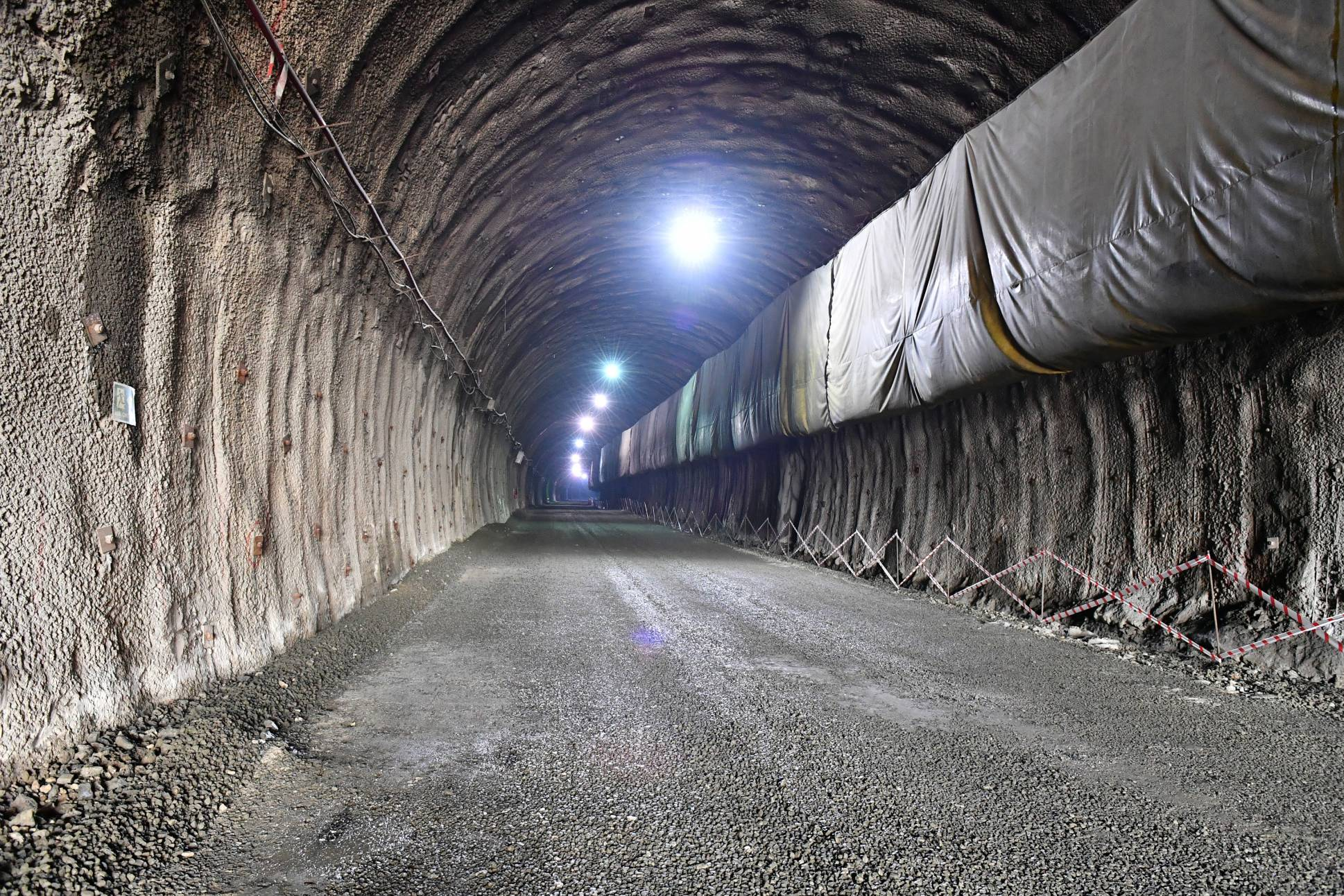
Строительство в правом тоннеле

Тоннель строится под горной грядой Муровдаг. Строительство тоннеля началось по причине сложного рельефа местности. С 16 километра дороги начинается горная гряда Муровдаг. Высота в данном месте возрастает с 1900 метров до 3260 метров.

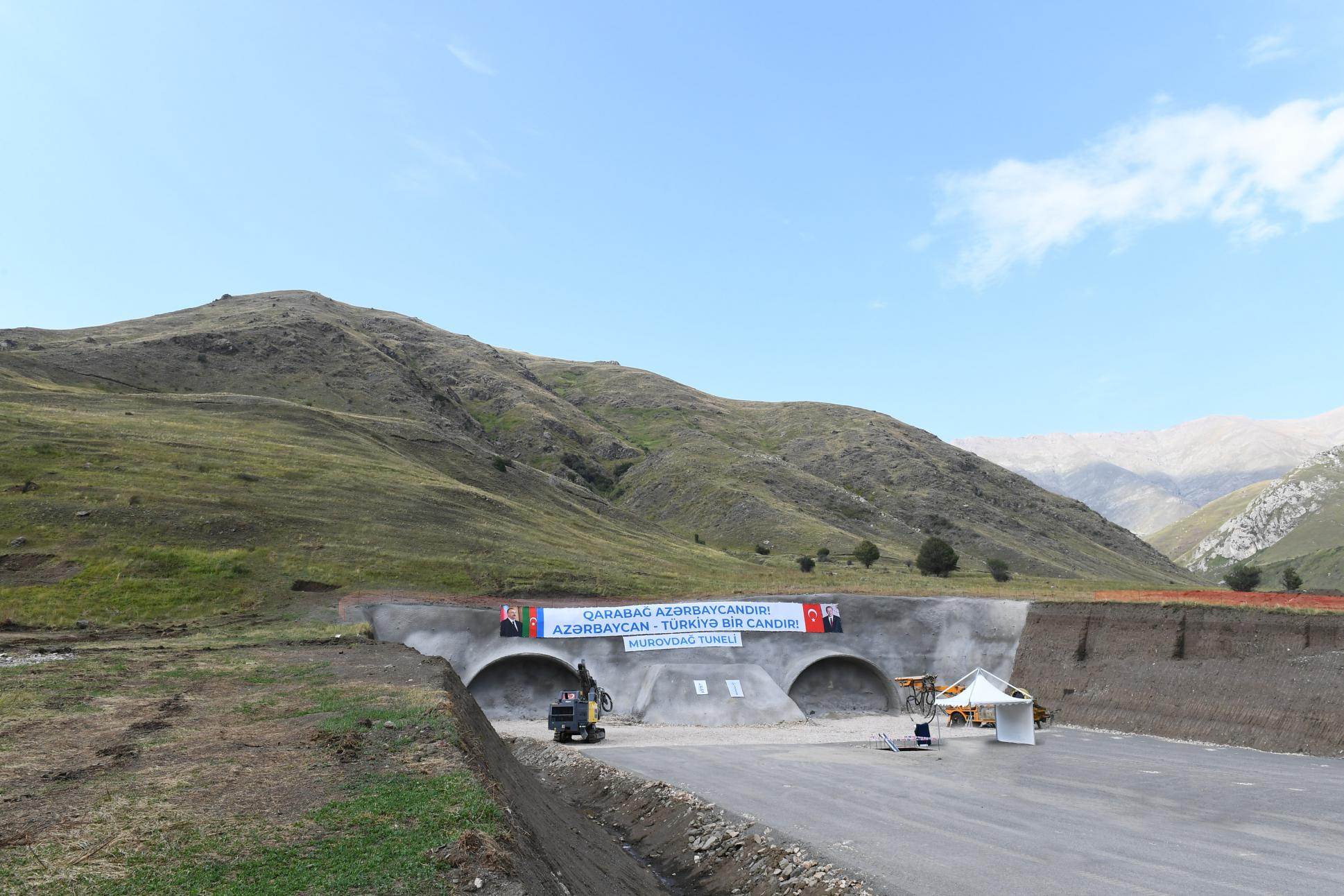
Муровдагский тоннель 16 августа 2021

Тоннель будет иметь две полосы движения на каждом направлении. Длина тоннеля составит 11 658 м, что сделает этот парный тоннель одним из самых длинных автомобильных тоннелей мира. Координаты северного портала тоннеля — 40°21′17″ с. ш. 46°16′11″ в. д., южного — 40°15′10″ с. ш. 46°16′48″ в. д.)
Строительство парного тоннеля началось 16 августа 2021 года. По состоянию на июнь 2022 года, на участке длиной в 4 км завершены предварительные строительные работы. Завершить строительство планируется к концу 2025 года.